# Ebba Ringdahl
Ebba Martina Alexandra Ringdahl, född 28 mars 1905 i Stockholm, död 31 december 1983 i Göteborg, var en svensk skådespelare. 
Ebba Ringdahl var dotter till doktor Alexander Rigezu och Matilda Teolinda Andréasson, senare omgift Ringdahl. Efter att ha genomgått Dramatens elevskola 1926–1929 och ett år varit anställd vid Åbo Svenska Teater kom hon till Folkteatern i Stockholm. Ringdahl var 1931–1933 anställd vid Lorensbergsteatern i Göteborg och 1937–1938 vid Nya teatern i Stockholm, samt knöts 1938 till Göteborgs stadsteater. Hon deltog även i Riksteaterns och Skådebanans turnéer.
Bland hennes roller märks Prinsessan i Kao-Tse-Tschengs Lutans sång, Dynamene i Christopher Frys Kärleksgåvan, Estelle Benbow i Robert Ayre och Ketti Frings Herr Lönn, Birdie i Lillian Hellmans De små rävarna, Jenny Sjuberg i Ingmar Bergmans Dagen slutar tidigt, Estelle i Jean-Paul Sartres Stängda dörrar, Dorine i Molières Tartuffe och Olivia i Shakespeares Trettondagsafton.

## Filmografi (urval)
- 1938 – Karriär
- 1938 – Med folket för fosterlandet
- 1941 – Frun tillhanda
- 1941 – Uppåt igen
- 1942 – Fallet Ingegerd Bremssen
- 1944 – Släkten är bäst
- 1954 – De röda hästarna
- 1961 – Pojken i trädet
- 1968 – Markurells i Wadköping (TV)

## Teater

### Roller (ej komplett)
| År   | Roll                      | Produktion | Regi             | Teater                                 |
| ---- | ------------------------- | --- | ---------------- | -------------------------------------- |
| 1928 | Gärdsmyg                  | Fåglarna ( Ὄρνιθες Ornithes) Aristofanes                                                                              | Olof Molander    | Dramaten                               |
| 1929 | En maskinskriverska       | Nyss utkommen! (Vient de paraître) Édouard Bourdet                                                                    | Gustaf Linden    | Dramaten                               |
| 1929 | Lecksy Campbell           | Dubbelexponering (Double Exposure) Avery Hopwood                                                                      | Rafael Stenius   | Åbo Svenska Teater                     |
| 1929 | Polly Peachum             | Tiggaroperan (Die Dreigroschenoper) Bertolt Brecht och Kurt Weill                                                     | Oscar Tengström  | Åbo Svenska Teater                     |
| 1929 | Liselotte von Richtenfels | Liselotte (Arme Ritter) Franz Arnold, Ernst Bach och Walter Kollo                                                     | Oscar Tengström  | Åbo Svenska Teater                     |
| 1930 | Jessika, Shylocks dotter  | Köpmannen i Venedig (The Merchant of Venice) William Shakespeare                                                      | Oscar Tengström  | Åbo Svenska Teater                     |
| 1930 | Lisa                      | Det levande liket (Живой труп, Zivoj trup) Lev Tolstoj                                                                | Oscar Tengström  | Åbo Svenska Teater                     |
| 1938 | Dorine                    | Tartuffe (Tartuffe, ou l'Imposteur) Molière                                                                           | Sandro Malmquist | Nya Teatern                            |
| 1947 | Jenny Sjuberg             | Dagen slutar tidigt Ingmar Bergman                                                                                    | Ingmar Bergman   | Göteborgs stadsteater                  |
| 1949 | Proverskan                | En vildfågel (La Sauvage) Jean Anouilh                                                                                | Ingmar Bergman   | Göteborgs stadsteater                  |
| 1951 |                           | Den kaukasiska kritcirkeln (Der kaukasische Kreidekreis) Bertolt Brecht                                               | Bengt Ekerot     | Göteborgs stadsteater, november 1951   |
| 1952 | Titania                   | En midsommarnattsdröm (A Midsummer Night's Dream) William Shakespeare                                                 | Knut Ström       | Göteborgs stadsteater, 8 februari 1952 |
| 1953 |                           | En skojares dagbok (На всякого мудреца довольно простоты, Na vsjakogo mudreca dovol'no prostoty) Aleksandr Ostrovskij | Josef Halfen     | Göteborgs stadsteater, 28 mars 1953    |
| 1953 |                           | Så går fem år (Asi que pasen cinco años) Federico Garcia Lorca                                                        | Bengt Lagerkvist | Göteborgs stadsteater, 16 oktober 1953 |
| 1954 | Drottning Sofia Magdalena | Gustav III August Strindberg                                                                                          | Bengt Lagerkvist | Göteborgs stadsteater, 13 januari 1954 |
| 1957 |                           | Hedda Gabler Henrik Ibsen                                                                                             | Åke Falck        | Göteborgs stadsteater, 23 mars 1957    |
| 1959 | Violet Venable            | Plötsligt i somras (Suddenly Last Summer) Tennessee Williams                                                          | Staffan Aspelin  | Göteborgs stadsteater                  |
| 1961 |                           | Nattkyparen Vilhelm Moberg                                                                                            | Staffan Aspelin  | Göteborgs stadsteater, 28 april 1961   |
| 1963 |                           | Orkestern (L'Orchestre) Jean Anouilh                                                                                  | Herman Ahlsell   | Göteborgs stadsteater                  |

## Radioteater

### Roller
| År   | Roll          | Produktion                           | Regi           |
| ---- | ------------- | ------------------------------------ | -------------- |
| 1955 | Betty Bernick | Samhällets stöttepelare Henrik Ibsen | Helge Wahlgren |